# Charles François de Bicquilley
Pour les autres membres de la famille, voir Pierre Marie de Bicquilley.
 (décembre 2016).
 (décembre 2016).
Si vous disposez d'ouvrages ou d'articles de référence ou si vous connaissez des sites web de qualité traitant du thème abordé ici, merci de compléter l'article en donnant les références utiles à sa vérifiabilité et en les liant à la section « Notes et références ».
Charles François de Bicquilley, né le 20 août 1738 à Toul, et mort dans la même ville le 21 décembre 1814, est un militaire, philosophe et mathématicien français.

## Biographie
Fils cadet d'un conseiller du roi et échevin de Toul, Charles François de Bicquilley naît dans cette ville en 1738.
Bicquilley est destiné à la carrière des armes et devient écuyer puis garde du corps du roi dans la compagnie écossaise le 16 janvier 1764. C'est à cette époque qu'il est fait chevalier de l'ordre royal et militaire de Saint-Louis.
Par modestie, l'auteur se refuse à se définir comme poète. Il a un jour dédié des vers à Voltaire, « qui lui répondit, charmé et flatté de plaire à quelqu'un qui, comme lui, joignait la bonne poésie à la bonne philosophie : " Il faisait mieux des vers qu'il ne choisissait ses sujets " »[réf. souhaitée]. Bicquilley entretient longtemps des relations particulières avec Marmontel, Condorcet, Jacques Antoine Cousin et d'autres membres de l'Académie royale des sciences.
Abandonnant la poésie, il se livre aux sciences abstraites et devient très bon mathématicien. En 1787 son Traité sur les Assurances maritimes lui vaut l'honneur de partager le prix académique avec M. Lacroix. Cet ouvrage non imprimé a servi de matière à la Théorie élémentaire du Commerce, travail unique dans son genre, accueilli favorablement en l'an VIII par l'Institut de France, qui invite l'auteur à le rendre public. Il est le premier à avoir traité mathématiquement la science du commerce. On lui doit un autre ouvrage : Du Calcul des probabilités.
Charles François de Bicquilley, véritable philosophe, est à l'époque de la Révolution nommé maire de Toul par ses compatriotes. Membre du Directoire du département de la Meurthe, il est, sous la Terreur, accusé de fédéralisme et de liaisons avec les Girondins et incarcéré.
Quelques années avant sa mort, il donne gratuitement des leçons de mathématiques à l'école secondaire de Toul et des leçons particulières dans sa maison. Il termine sa carrière à la fin de l'année 1814.
Bicquilley est également franc-maçon : il est Vénérable de la Loge maçonnique de Toul, Les Sept-Sœurs, créée par lui-même le 17 janvier 1782. Elle compte 55 membres en 1783.

### Vie familiale
Fils cadet de Pierre Bicqueley, conseiller du roi, lieutenant particulier et échevin de Toul, et de Jeanne Collot, Charles François de Bicquilley épouse Marie Elisabeth Vuillemin (née en 1752) le 14 janvier 1771. De leur union naissent quatre enfants :
1. Pierre Marie (1771-1809), général de brigade d'artillerie
2. Paul François (né le 6 juillet 1773), officier
3. Louis Hippolyte (17 octobre 1774 - 14 septembre 1841), garde du corps du roi
4. Angélique François Antoine (né le 15 décembre 1776).

## Fonctions
- Garde du corps du roi dans la compagnie écossaise, le 16 janvier 1764
- Maire de Toul (4 février 1790 - 13 novembre 1791)
- Membre du Directoire du département de la Meurthe
- Membre, puis président de l'Assemblée municipale de Toul sous le Directoire.

## Publications

Du calcul des probabilités, 1783 (Milano, Fondazione Mansutti).

- Du calcul des probabilités, Publié par J. Carez, Toul, 1783.
- Traité sur les Assurances maritimes (1787) ;
- Théorie élémentaire du Commerce (an VIII).